# ARNm subgenómico
Los ARNm subgenómicos son esencialmente secciones más pequeñas de la cadena plantilla transcrita original.

## ADN o ARN de 3' a 5'
Durante la transcripción, la cadena plantilla original generalmente se lee desde el extremo 3' al 5' de principio a fin. Los ARNm subgenómicos se crean cuando la transcripción comienza en el extremo 3' de la cadena plantilla (o 5' de la plantilla que se va a sintetizar recientemente) y comienza a copiarse hacia el extremo 5' de la cadena plantilla antes de "saltar" al final de la plantilla y copiando los últimos nucleótidos del extremo 5' de la plantilla (terminando la cola 3' de la hebra recién creada).
Como resultado, la cadena traducida tendrá un extremo 5' similar en diversos grados a la plantilla original (dependiendo de qué parte de la plantilla saltó la transcripción) y un extremo 3' similar a la plantilla.

## ARN viral de 5' a 3' (sentido positivo)
El ARN viral de sentido positivo (5' a 3'), que puede traducirse directamente en proteínas virales, pasa por un proceso similar al descrito en 3' a 5'. Es posible que se omitan porciones del ARN viral durante la traducción.

## Resultado
El resultado es que se pueden crear muchas proteínas diferentes a partir de la misma cadena de ARNm, con extremos 5' similares (en distintos grados) y los mismos extremos 3'. O bien, se pueden crear diferentes proteínas con ARN viral de sentido positivo.

La sección 5' de la cadena recién creada coincide con la de la cadena plantilla, y esta sección de la cadena plantilla se denomina "conjunto anidado".
```
3'                             5'
 GCCGCCCCGTATCGATCGTAGCGCACGTTATATATACGTTATTTCTGCGCGGAAAAAAAAA - Hebra Plantilla Original 
5'                             3'
 GCCGCCCCGTATCGATCGTAGCGCACGTTATATATAC---------------AAAAAAAAA   |
 GCCGCCCCGTATCGATCGTAGCGCAC--------------------------AAAAAAAAA   | = ARNm Subgénomico 
 GCCGCCCCGTAT----------------------------------------AAAAAAAAA   |
 
 GCCGCCCCGTAT = Conjunto anidado: indica saltos.

```

## Ejemplos
Este complejo método de transcripción generalmente está restringido a virus, especialmente aquellos de ARN monocatenario de sentido positivo o virus de Clase IV que utilizan el Sistema de Clasificación de Baltimore, por ejemplo, Nidovirales.
Se utiliza para compactar más información genética en una cantidad más corta de material genético.